# راور
راور (بالفارسية: راور) هي مدينة تقع في إيران في البلدة المركزية. يقدر عدد سكانها بـ 22,910 نسمة وترتفع عن سطح البحر 1,755 متر.